# サルタナ
サルタナ (SS Sultana) は、19世紀半ばにアメリカ合衆国のミシシッピ川に就航していた貨客船。1865年4月に爆発・火災を起こして死者1450人以上（諸説あり）を出した。

## 履歴
シンシナティの造船所で建造され、1863年に就航した、両舷に外輪を持つ木製の蒸気船。総トン数1719トン、全長約80メートル、乗船定員376名で、70の個室と椅子席がある豪華で最新式の船であった。当初、ミシシッピ川下流域の綿業のために建造されたが、就航後すぐに軍に徴用され、ニューオリンズとセントルイスの間を運行して、軍需物資の輸送にあたった。

## 事故の背景
19世紀中頃のアメリカでは、鉄道は既に敷設されつつあったが、東部が中心で大陸中西部はまだ不充分であり、道路網も未発達であったので、ミシシッピ川とその支流による水運は重要な輸送・交通手段であった。既に蒸気船が開発されていたため、ミシシッピ水系にも多数の蒸気船が就航して物資や人員を輸送していた。それらの船舶には政府による安全基準が設けられてはいたが、運輸業者による利潤の追求もあり、また低い運賃を望む利用者側の要求もあり、不充分な資材や方法で船を建造したり、機関の限界を越える運航が行なわれることも多かった。1861年に南北戦争が始まると、軍需物資や兵員の輸送のためにミシシッピ水系の水運はさらに活発化し、輸送の増加に対応するため規制は緩和され、安全基準は事実上有名無実と化していた。
「サルタナ」は酷使のためボイラーと冷却系統に不具合が生じたが、処置は行なわれなかった。1865年4月、南北戦争終結に当り、南部の捕虜収容所にいた北軍将兵の送還作業が行なわれることになったが、政府による多額の送還手数料獲得を巡って船会社の利権争いがあり、そこに北軍の高級将校や政治家までが関与していた。「サルタナ」は、捕虜の集結地であるヴィックスバーグに向かう途中で再びボイラーに故障が発生したが、修理に時間を取られるのを恐れ、間に合わせの処置をしたのみでそのまま航行した。「サルタナ」の所有権者の1人であった船長が経済的に困窮しており、捕虜送還担当将校を買収して作業を受注することになっていたのが大きな理由である。

## 事故の経過
送還担当者の不正の結果、船会社の一つが利権を得て、ヴィックスバーグに集められた帰還将兵はその会社の船にまず乗せられた後、残りの者が「サルタナ」に乗船した。どれだけの人数が乗ったかははっきりしないが、捕虜の将兵が約2,300人、他に女性・子供を含む一般乗客が100人ほどおり、定員の6倍以上の乗船者があったと思われる。乗組員が80人であったので、合計でおよそ2,500人前後が乗ったことになる。さらに大量の砂糖・酒・家畜などの貨物が積載された。
「サルタナ」は4月25日の21時頃にヴィックスバーグを出港してミシシッピ川を溯上したが、異常な過積載のため速力は平常の半分ほどに落ちたうえ、入港時にバランスを崩して転覆しそうになるほどであった。

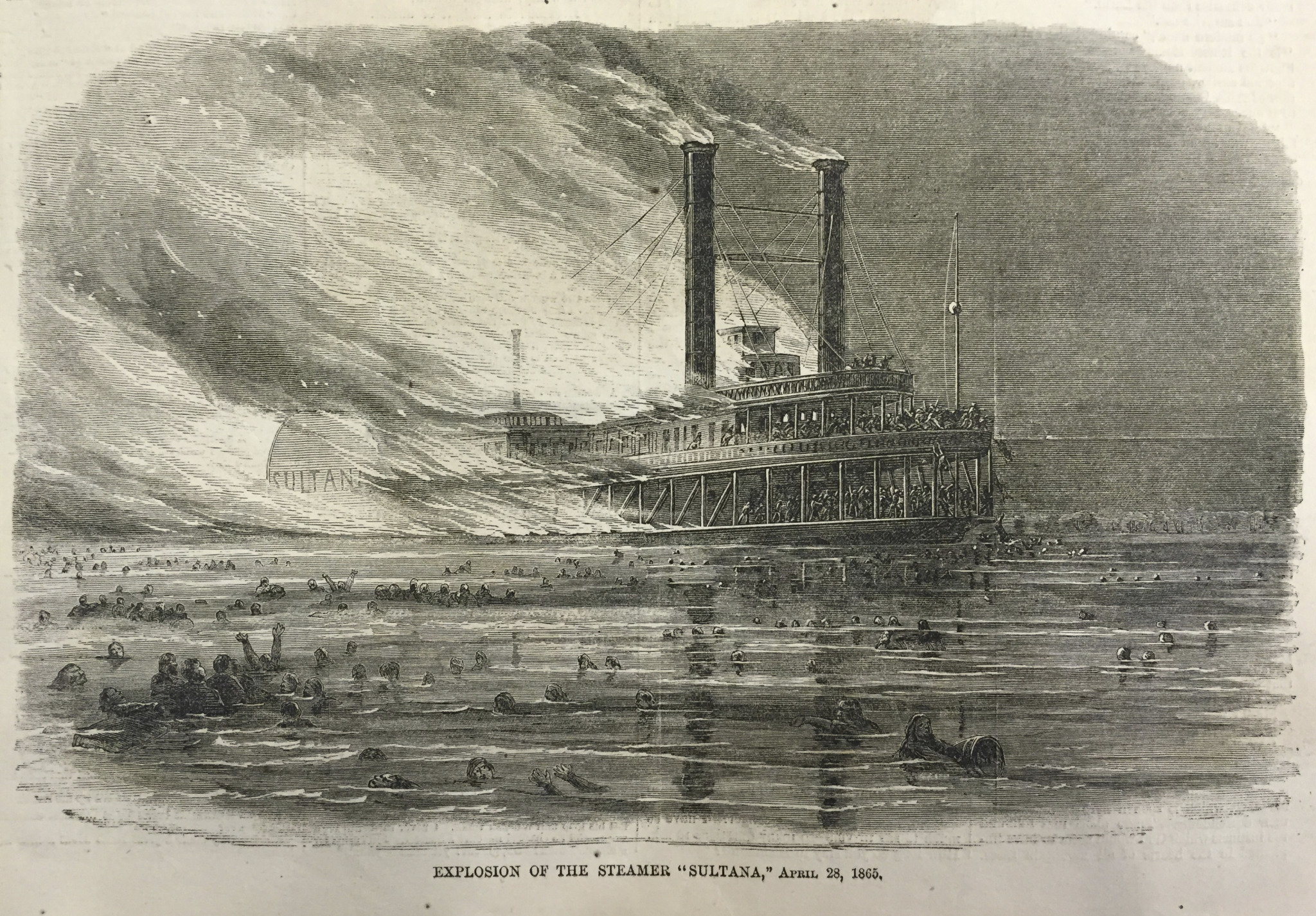
爆発・炎上する「サルタナ」と避難する人々（ニューヨークの新聞"Harper's Weekly"1865年5月20日号より）

寄港地であったメンフィスを出港し、10キロメートルほど上流に達した4月27日2時過ぎ、「サルタナ」の第3ボイラーが爆発し火災が発生した。続いて他のボイラーも爆発し、過密状態の船内は大混乱になった。爆発によって将校の大多数が死亡したため指揮を執る者がいなくなり、消火作業や避難誘導は不可能となった。船長は当初、乗船者の救助に当たっていたが、川に流されて行方不明となった。他にも、爆発や炎に巻かれて焼死する者、川に飛び込んで溺死する者が続出した。
炎上した「サルタナ」は27日朝には沈没し、運良く流木につかまったり、自力で岸に泳ぎ着いた者、あるいは事故を知ったメンフィスなどから来た救援の船に助けられた者も少なくなかったが、膨大な死者を出した。死者は1,450人と伝えられているが、これは収容された遺体の数であって、実際にはさらに数百人が流されて行方不明になったともされ、1,700人あまりが亡くなったとする説もある。

## 事後処理
「サルタナ」の事故は南北戦争終結直後であり、またエイブラハム・リンカーン大統領暗殺事件もあって、世相が混乱している最中に起こった。そのため北部の新聞は余り大きく取り上げることも無く、責任の追及もあいまいなままであった。政府や軍当局は事故の事実の隠蔽や歪曲を図った。不正を行った船会社も高級将校も処罰を免れ、政府に賠償を求めた生存者や遺族たちの訴えも無視され、事故は一般社会からは忘れられた。しかし船の安全に対する規制は強化され、「サルタナ」以後は過積載や機関の不調による大きな事故を起こす船がほとんど無くなった。